# Henry Waldegrave (11e comte Waldegrave)
Henry Noel Waldegrave, 11e comte Waldegrave (14 octobre 1854 - 30 décembre 1936) est un pair britannique et un ministre du culte. 

## Biographie
Il est né en 1854, fils posthume de William Waldegrave, vicomte Chewton (fils aîné de William Waldegrave (8e comte Waldegrave)) et de son épouse Frances Waldegrave. Il fait ses études au Collège d'Eton et est diplômé du Trinity College, à Cambridge en 1878 . Puis il entre dans le ministère et est  recteur de Stoke d'Abernon, Marston Bigot et un peu de temps pour Orchardleigh et Lullington. 
Le 27 octobre 1892, il épouse Anne Katherine Bastard (fille du révérend William Pollexfen Bastard) et ils ont cinq enfants. En 1933, il hérite des titres de son neveu et, à sa mort, en 1936, son fils aîné, Geoffrey Waldegrave (12e comte Waldegrave) lui succède. 